# Руй де Секейра
Руй де Секéйра (порт. Rui de Sequeira) — португальський мореплавець, який у XV ст. здійснював дослідження західного узбережжя Африки на доручення лісабонського купця Фернана Гоміша, який мав монополію на торгівлю товарами та рабами із західного узбережжя Африки.

## Біографія
У 1472 році він відплив на південь з Лагуша. Він відносно легко дістався Золотого Берегу, який незадовго до нього відкрив Жуан де Сантарен. Він відплив далі в Гвінейську затоку, де досліджував узбережжя сучасних Того і Беніну, а потім пішов узбережжям до Біафри. Він відкрив гору Камерун і гирла річок Санага, Габон і Огуе. Після цих відкриттів він пішов далі на південь і проплив близько 700 км невідомим досі морем. У 1473 році він першим європейцем перетнув екватор і дійшов до 2° південної широти.
У 1481 році король Жуан II доручив Секейрі та Лопу Гонсалвішу спробувати відкрити невідомий тоді південний ріг Африки, але їм це не вдалося. Лише у 1488 році Бартоломеу Діаш досяг мису Доброї Надії.